# Vysílač Széchenyi-hegy
Vysílač Széchenyi-hegy (maďarsky  Széchenyi-hegyi adótorony) se nachází v severní části centrálního Maďarska, asi 2 km západně od centra Budapešti.
Na západním břehu Dunaje se v centrální části Budínský vrchů nachází 427 m vysoký vrch Széchenyi-hegy, na kterém stojí budapešťský vysílač. Kotvený příhradový stožár s výškou 192 metrů v roce 1975 nahradil původní šedesátimetrový vysílač, který šířil vysílání od roku 1955. Pravidelné vysílání bylo spuštěno z původního vysílače roku 1958. V současnosti zajišťuje Széchenyi-hegy šíření rozhlasového a televizního signálu pro Budapešť a velkou část severní poloviny centrálního Maďarska. Vysoké vyzářené výkony, efektivní výška a blízkost vysílače zajišťuje také velké přesahy na jihozápadní část Slovenska.
O velkém významu střediska napovídá velikost obslužné budovy a množství jiných telekomunikačních objektů, které se v lokalitě nacházejí. Přístup na vrchol je možný asfaltovou cestou z stejnojmenné části v XII. obvodu hlavního města.

## Vysílání
V současné době je možné z vysílače přijímat:

### Rozhlas[1]
| Frekvence [MHz] | Stanice                | ERP     | Polarizace   |
| --------------- | ---------------------- | ------- | ------------ |
| 089,5 MHz       | Music FM               | 78 kW   | Horizontální |
| 094,8 MHz       | Petőfi Radio           | 78 kW   | Horizontální |
| 100,8 MHz       | Dankó Radio            | 79 kW   | Horizontální |
| 102,1 MHz       | Magyar Katolikus Radio | 0,74 kW | Horizontální |
| 103,3 MHz       | Class FM               | 81 kW   | Horizontální |
| 103,9 MHz       | Juventus Radio         | 5 kW    | Horizontální |
| 105,3 MHz       | Bartók Radio           | 81 kW   | Horizontální |
| 107,8 MHz       | Kossuth Radio          | 83 kW   | Horizontální |

### Digitální televize (DVB-T)[2]
| Kanál | Multiplex   | ERP   | Polarizace   | Poznámka |
| ----- | ----------- | ----- | ------------ | -------- |
| 38    | Multiplex 1 | 50 kW | Horizontální | Budapest |
| 55    | Multiplex 2 | 50 kW | Horizontální |          |
| 62    | Multiplex 3 | 50 kW | Horizontální |          |